# زمردماهی ملکه
زمردماهی ملکه (نام علمی: Coris formosa) نام یک گونه از سرده زمردماهی‌های رنگین‌کمانی است.